# پایکوب رگه‌دار
پایکوب رگه‌دار (نام علمی: Saltator striatipectus) نام یک گونه از سرده پایکوب است.